# President's Cup 1974
De President's Cup 1974 (officiële naam President's Cup Football Tournament) was de 4e editie van de President's Cup, later Korea Cup genoemd. Het toernooi werd gehouden van 11 tot en met 20 mei 1974. Aan het toernooi deden 7 landen mee. Zuid-Korea werd kampioen, in de finale versloegen zij het Indonesische PSMS Medan met 7–1. Birma werd derde.

## Groepsfase

### Groep 1
| Pos | Land                | Wed | Win | Gel | Ver | DV | DT | +/− | Pnt |
| --- | ------------------- | --- | --- | --- | --- | -- | -- | --- | --- |
| 1   | Zuid-Korea          | 3   | 2   | 0   | 1   | 7  | 1  | +6  | 4   |
| 2   | Khmerrepubliek      | 3   | 1   | 2   | 0   | 3  | 2  | +1  | 4   |
| 3   | Japan (B-elftal)    | 3   | 0   | 2   | 1   | 3  | 6  | –3  | 2   |
| 3   | Maleisië (B-elftal) | 3   | 0   | 2   | 1   | 3  | 7  | –4  | 2   |

|             |                           |       |                  |                      |
| 11 mei 1974 | Zuid-Korea                | 3 – 0 | Japan (B-elftal) | Seoul Stadion, Seoul |
| 11 mei 1974 | Park Li-Cheon Cha Bum-kun |       |                  | Seoul Stadion, Seoul |

|             |                     |       |                |                      |
| 11 mei 1974 | (B-elftal) Maleisië | 1 – 1 | Khmerrepubliek | Seoul Stadion, Seoul |
| 11 mei 1974 |                     |       |                | Seoul Stadion, Seoul |

|             |            |             |                |                      |
| 13 mei 1974 | Zuid-Korea | 0 – 1       | Khmerrepubliek | Seoul Stadion, Seoul |
| 13 mei 1974 |            | Doesocom 3' |                | Seoul Stadion, Seoul |

|             |                  |       |                     |                      |
| 13 mei 1974 | (B-elftal) Japan | 1 – 1 | Maleisië (B-elftal) | Seoul Stadion, Seoul |
| 13 mei 1974 |                  |       |                     | Seoul Stadion, Seoul |

|             |                                                         |       |                     |                      |
| 15 mei 1974 | Zuid-Korea                                              | 4 – 0 | Maleisië (B-elftal) | Seoul Stadion, Seoul |
| 15 mei 1974 | Kim Jae-Han 23' Lee Hoi-Taek 48' Park Li-Cheon 56', 79' |       |                     | Seoul Stadion, Seoul |

|             |                  |       |                |                      |
| 15 mei 1974 | (B-elftal) Japan | 1 – 1 | Khmerrepubliek | Seoul Stadion, Seoul |
| 15 mei 1974 | Usui             |       | ? 61'          | Seoul Stadion, Seoul |

### Groep 2
| Pos | Land       | Wed | Win | Gel | Ver | DV | DT | +/− | Pnt |
| --- | ---------- | --- | --- | --- | --- | -- | -- | --- | --- |
| 1   | PSMS Medan | 2   | 1   | 1   | 0   | 2  | 1  | +1  | 3   |
| 2   | Birma      | 2   | 1   | 0   | 1   | 3  | 3  | 0   | 2   |
| 3   | Thailand   | 2   | 0   | 1   | 1   | 1  | 2  | –1  | 1   |

|             |       |          |            |                      |
| 12 mei 1974 | Birma | 1 – 2    | PSMS Medan | Seoul Stadion, Seoul |
| 12 mei 1974 |       | 47', 50' |            | Seoul Stadion, Seoul |

|             |            |       |          |                      |
| 14 mei 1974 | PSMS Medan | 0 – 0 | Thailand | Seoul Stadion, Seoul |
| 14 mei 1974 |            |       |          | Seoul Stadion, Seoul |

|             |       |       |          |                      |
| 16 mei 1974 | Birma | 2 – 1 | Thailand | Seoul Stadion, Seoul |
| 16 mei 1974 |       |       |          | Seoul Stadion, Seoul |

## Knock-outfase
|  | Halve finale   | Halve finale |   |             | Finale         | Finale |
|  |                |              |   |             |                |        |
|  | 18 mei 1974    |              |   |             |                |        |
|  | Zuid-Korea     | 3            |   |             |                |        |
|  | Birma          | 0            |   |             |                |        |
|  |                |              |   |             |                |        |
|  |                |              |   |             | 20 mei 1974    |        |
|  |                |              |   |             | Zuid-Korea     | 7      |
|  |                | PSMS Medan   | 1 |             |                |        |
|  |                |              |   |             |                |        |
|  |                |              |   |             | Derde plaats   |        |
|  | 18 mei 1974    | 18 mei 1974  |   | 20 mei 1974 | 20 mei 1974    |        |
|  | PSMS Medan     | 0 (3)        |   | Birma       | 6              |        |
|  | Khmerrepubliek | 0 (2)        |   |             | Khmerrepubliek | 0      |

### Halve finale
|             |                                                   |       |       |                      |
| 18 mei 1974 | Zuid-Korea                                        | 3 – 0 | Birma | Seoul Stadion, Seoul |
| 18 mei 1974 | Park Li-Cheon 51' Cha Bum-kun 72' Kim Jae-Han 75' |       |       | Seoul Stadion, Seoul |

|             |               |              |          |                      |
| 18 mei 1974 | PSMS Medan    | 0 – 0 (n.v.) | Maleisië | Seoul Stadion, Seoul |
| 18 mei 1974 |               |              |          | Seoul Stadion, Seoul |
| 18 mei 1974 | Strafschoppen |              |          | Seoul Stadion, Seoul |
| 18 mei 1974 | 3 – 2         |              |          | Seoul Stadion, Seoul |

### Troostfinale
|             |       |       |                |                      |
| 20 mei 1974 | Birma | 6 – 0 | Khmerrepubliek | Seoul Stadion, Seoul |
| 20 mei 1974 |       |       |                | Seoul Stadion, Seoul |

### Finale
|             |                                                                                               |       |             |                      |
| 20 mei 1974 | Zuid-Korea                                                                                    | 7 – 1 | PSMS Medan  | Seoul Stadion, Seoul |
| 20 mei 1974 | Park Li-Cheon 5', 27' Ko Jae-Wook 8' Sukirman 32' (e.d.) Kim Jae-Han 44', 74' Cha Bum-kun 66' |       | Tumsila 16' | Seoul Stadion, Seoul |

| Winnaar President's Cup 1974 |
| ---------------------------- |
|                              |
| Zuid-Korea 2e titel          |